# Михайлов Олексій Дмитрович
Олексій Дмитрович Михайлов (1902, село Сичовка Сичовського повіту Смоленської губернії, тепер Сичовського району Смоленської області, Російська Федерація — розстріляний 22 вересня 1938, Київ) — український радянський партійний діяч, 2-й секретар Чернігівського обкому КП(б)У. Кандидат в члени ЦК КП(б)У в червні — серпні 1937 р. Член ЦК КП(б)У в серпні 1937 — квітні 1938 р. Депутат Верховної Ради СРСР 1-го скликання.
Жертва Великого терору.

## Життєпис
Народився у лютому 1902 року в родині коваля. У 1915 році закінчив заводську школу в селі Ржаві Обоянського повіту Курської губернії. У лютому 1916 — серпні 1920 р. — підручний слюсаря цукрового заводу в селі Ржаві Обоянського повіту. У 1920 році вступив до комсомолу.
У серпні 1920 — січні 1922 р. — кур'єр, член колегії Слов'янського повітового відділу праці і соціального забезпечення Донецької губернії.
Член РКП(б) з березня 1921 року.
У січні — травні 1922 р. — завідувач відділу політичної просвіти Слов'янського повітового комітету комсомолу (ЛКСМУ) Донецької губернії.
У травні 1922 — червні 1925 р. — студент Комуністичного університету імені Артема у місті Харкові, закінчив трирічний курс.
У червні — грудні 1925 р. — секретар партійного колективу КП(б)У Слов'янського заводу «Червоний хімік». У грудні 1925 — квітні 1927 р. — завідувач агітаційно-пропагандистського відділу Слов'янського районного комітету КП(б)У Артемівського округу. У квітні 1927 — березні 1928 р. — завідувач агітаційно-пропагандистського відділу Гришинського районного комітету КП(б)У Артемівського округу. У березні 1928 — листопаді 1929 р. — завідувач Артемівського окружного відділу політичної просвіти КП(б)У.
У листопаді 1929 — лютому 1930 р. — завідувач сектору культури заводського комітету металістів Риковського металургійного заводу імені Рикова. У лютому — вересні 1930 р. — заступник завідувача організаційного відділу Риковського (Єнакіївського) міського комітету КП(б)У. У вересні 1930 — липні 1932 р. — редактор газети «Знамя ударника» у місті Рикове (Єнакієве).
У липні 1932 — вересні 1933 р. — завідувач відділу індустріалізації редакції газети «Вісті ВУУВХ» у місті Харкові.
У вересні 1933 — січні 1935 р. — начальник Політичного відділу машинно-тракторної станції у селі Вільшана Недригайлівського району Чернігівської області.
У січні 1935 — вересні 1936 р. — 1-й секретар Недригайлівського районного комітету КП(б)У Чернігівської області.
У вересні 1936 — травні 1937 р. — слухач Вищої школи партійних організаторів при ЦК ВКП(б) у місті Москві.
У травні 1937 — 23 квітня 1938 року — 2-й секретар Чернігівського обласного комітету КП(б)У. У вересні 1937 — 23 квітня 1938 року — виконував обов'язки 1-го секретаря Чернігівського обласного комітету КП(б)У. 23 квітня 1938 року знятий з посади та «відправлений у розпорядження ЦК КП(б)У».
Заарештований у квітні 1938 року. Розстріляний 22 вересня 1938 року в Києві.